# 罗德里戈城
罗德里戈城（西班牙語發音：[θiuˈðað roðˈɾiɣo]），是西班牙卡斯蒂利亚-莱昂萨拉曼卡省的一个市镇。 总面积240平方公里，总人口13991人（2001年），人口密度58人/平方公里。